# Angyali üdvözlet bazilika (Názáret)
Az Angyali Üdvözlet bazilika  (héber: כנסיית הבשורה, arab: كنيسة البشارة, görög: Εκκλησία του Ευαγγελισμού της Θεοτόκου, Ekklisía tou Evangelismoú tis Theotókou) a katolikus egyház temploma Izrael északi részén, Názáret városában. Olasz kezdeményezésre épült fel.

## Hagyomány
Egeria spanyol zarándoknő 383-ban járt Názáretben és egy nagy alakú barlangról állították, hogy itt lakott Szűz Mária, és egy oltár volt ott. Az állítás miatt feltételezték, hogy itt történt az angyali üdvözlet.
1620. november 29-én olasz ferencesek egy kis csoportja megérkezett Názáretbe, és megpillantották annak a háznak a helyét ami saját országukba Loretoi házként ismeretes. A helyszín lenyűgözte őket, hiszen olyan helyen vannak amiről az evangélium úgy számol be itt történt az angyali üdvözlet, azaz Gábriel angyal hírül viszi Máriának, hogy fiút fog szülni, Jézust, ahol az ige megtestesült. A helyszín fenntartása és megvédése azonban nem volt könnyű az idők során.

## Építése
1730-ban egy kis kápolnát építettek, amit 1877-ben bővítettek. Ezt azonban lebontották 1955-ben.
1954-ben a Szeplőtelen fogantatás centenáriumán a ferences tartomány főnök elhatározta a templom megépítését. A jóváhagyás csak 1959-ben érkezett meg sok adminisztratív gátló körülmények miatt. A szentföldi olasz ferencesek rendelték meg a bazilikát. Az izraeli külügyminisztérium szerint a közel-kelet legnagyobb méretű kegyhely építménye.

## A templom leírása

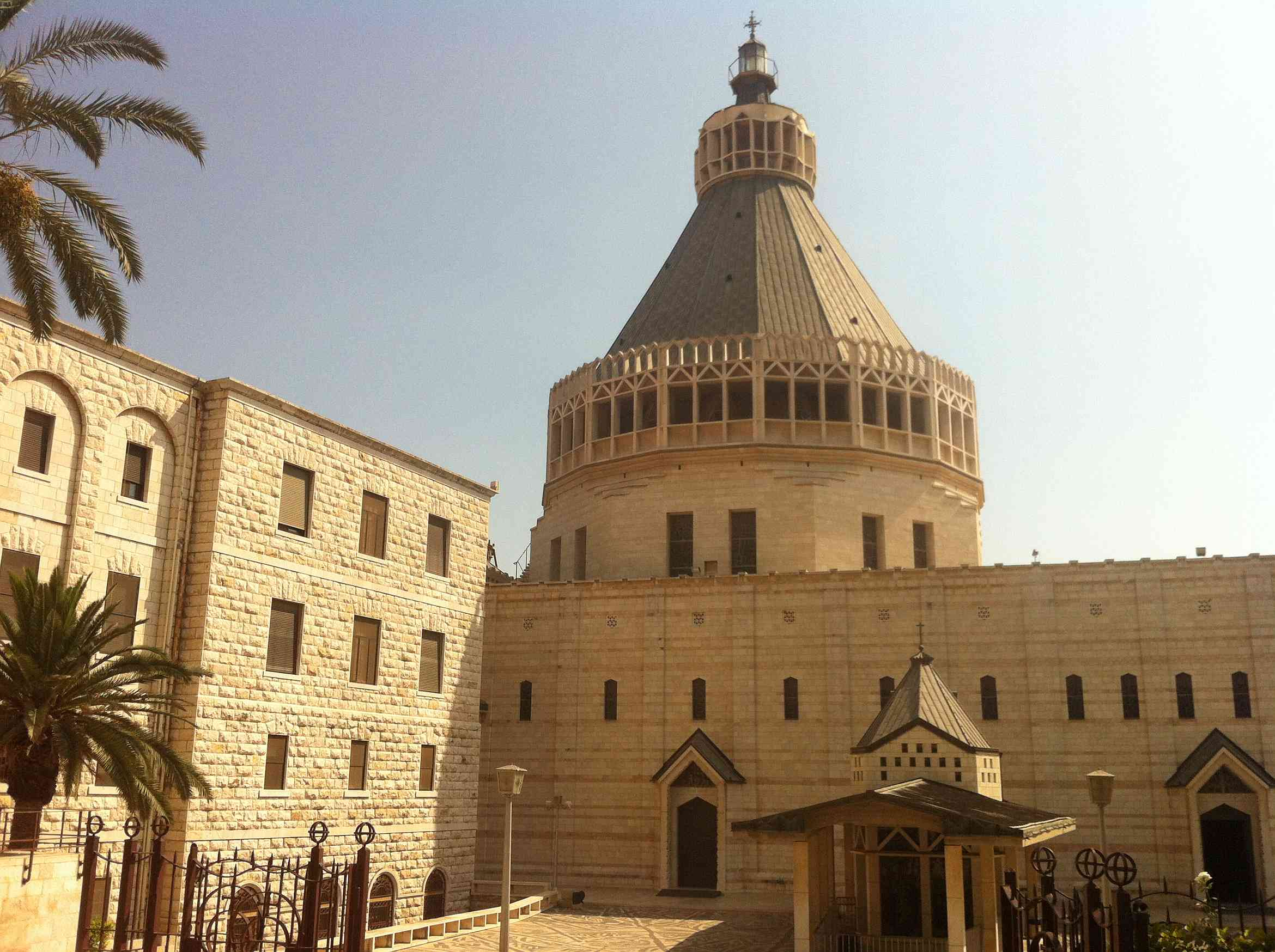
A bazilika északról

A templom egy domboldalba épült egy barlang fölé. A domborzati viszonyok miatt kétszintes templom, amelyben felül a domboldal felől lehet bejutni, alul nyugati irányból. A felső templom falain egy-egy kisebb fülkében 5-6 méteres falképek díszítik, amelyek egy-egy ország művészei alkottak és adományozták a templomnak. Az altemplomban van a barlang, a loretoi háznak az alapjai és a mellé épített keresztes korból való templomnak az alapkövei. Van egy fedett udvar, ahová kisebb méretű képek kerültek, folytatva azt az elvet, hogy minden országból legyen ott egy a Szűz Mária tiszteletét kifejező kép.

## Régészeti leletek
1960 előtt régészeti feltárások voltak.
- A templom magába foglal egy 12 századi keresztes templom alapköveit.

## Murális kép galéria
Számtalan nemzet készített Madonna ábrázolásokat, a saját országuk ízlése illetve hagyományaira támaszkodva. A magyar mozaikot Kolozsváry Moldován István készítette 1967-ben.

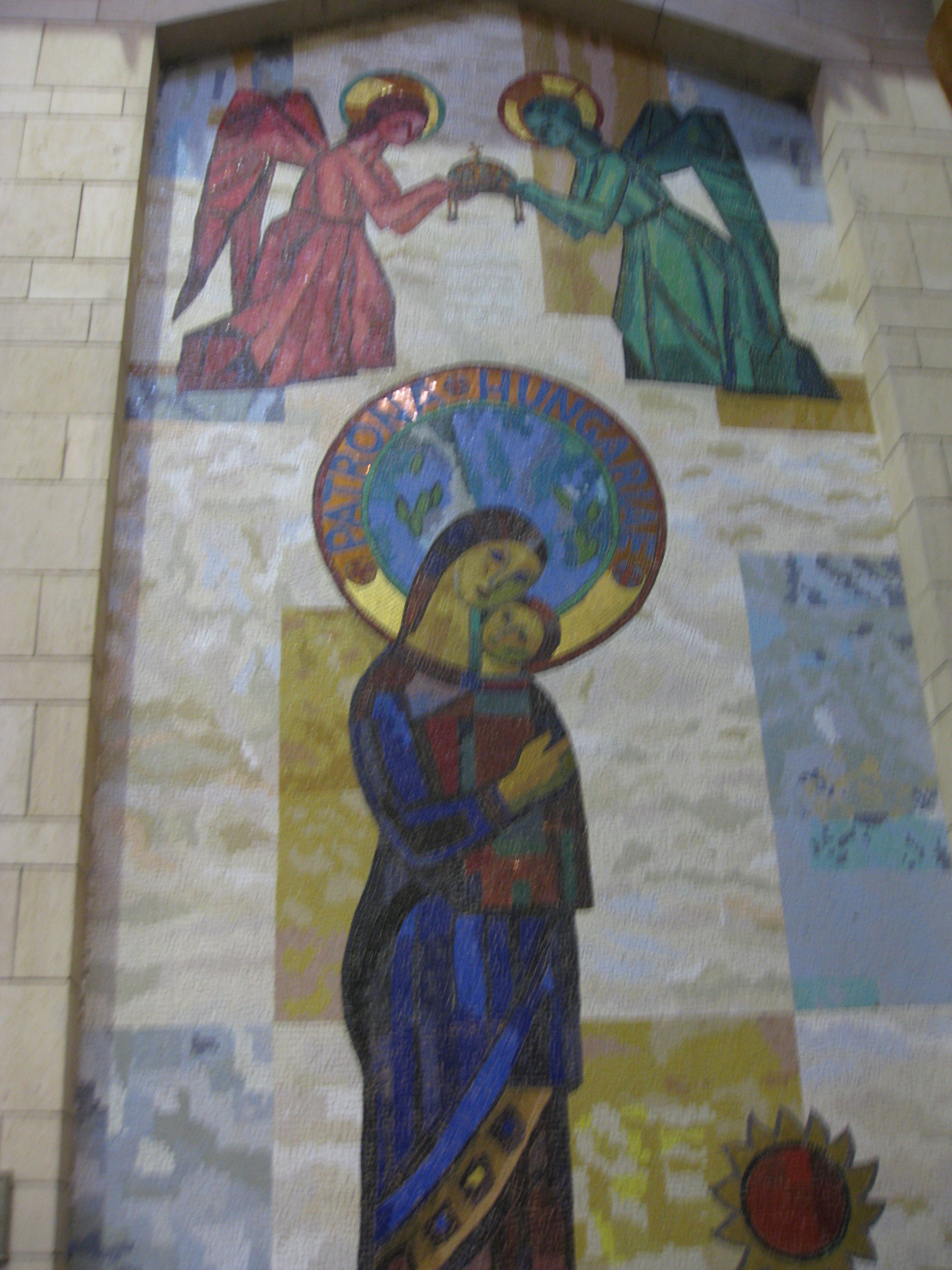
Patrona Hungariae. A magyar mozaikon egy piros és zöld angyal tartja a magyar koronát. (Fotó: Deror Avi copyright).
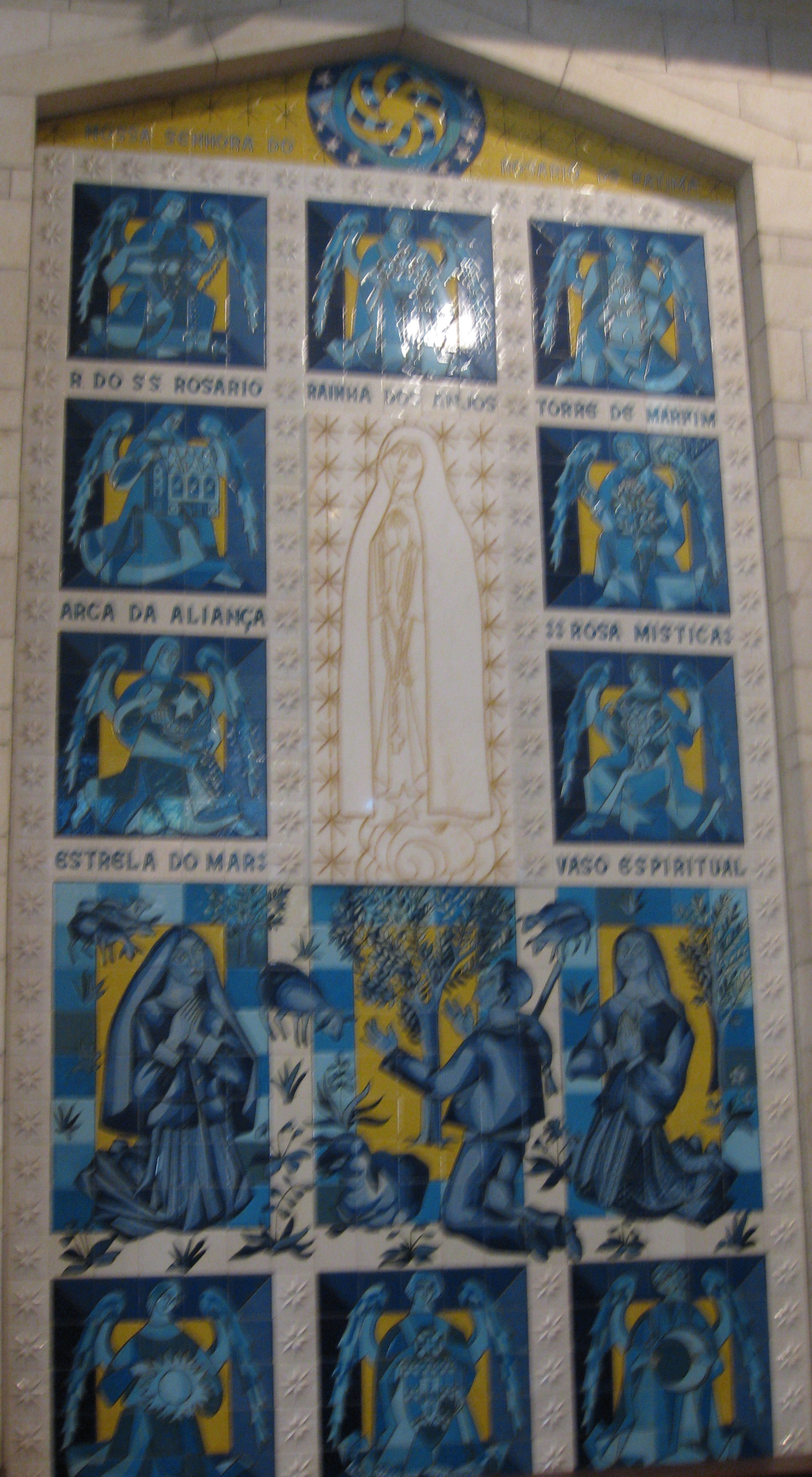
Portugália adománya. (Fotó: Deror Avi copyright).
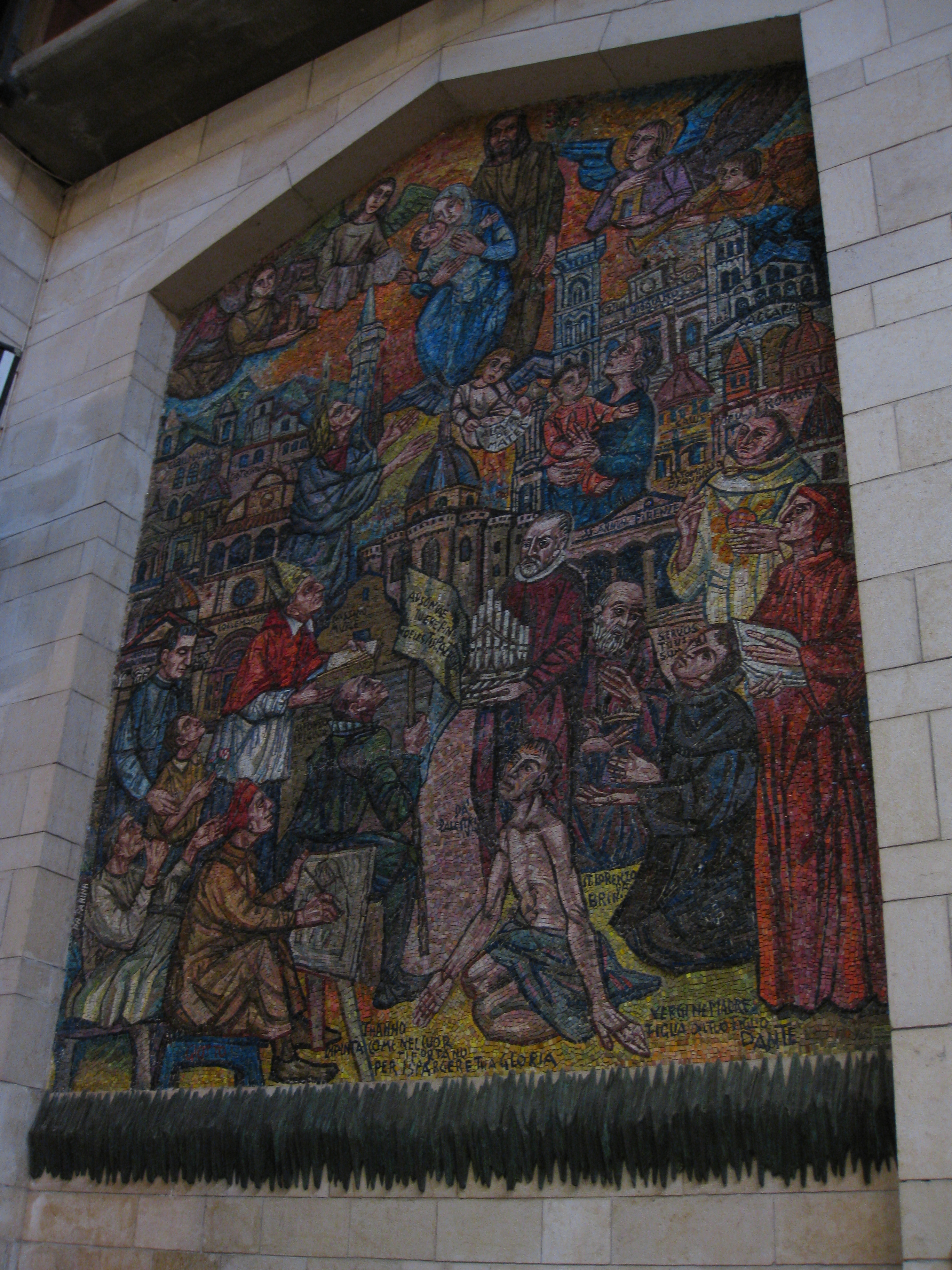
Fotó: (Deror Avi copyright.)
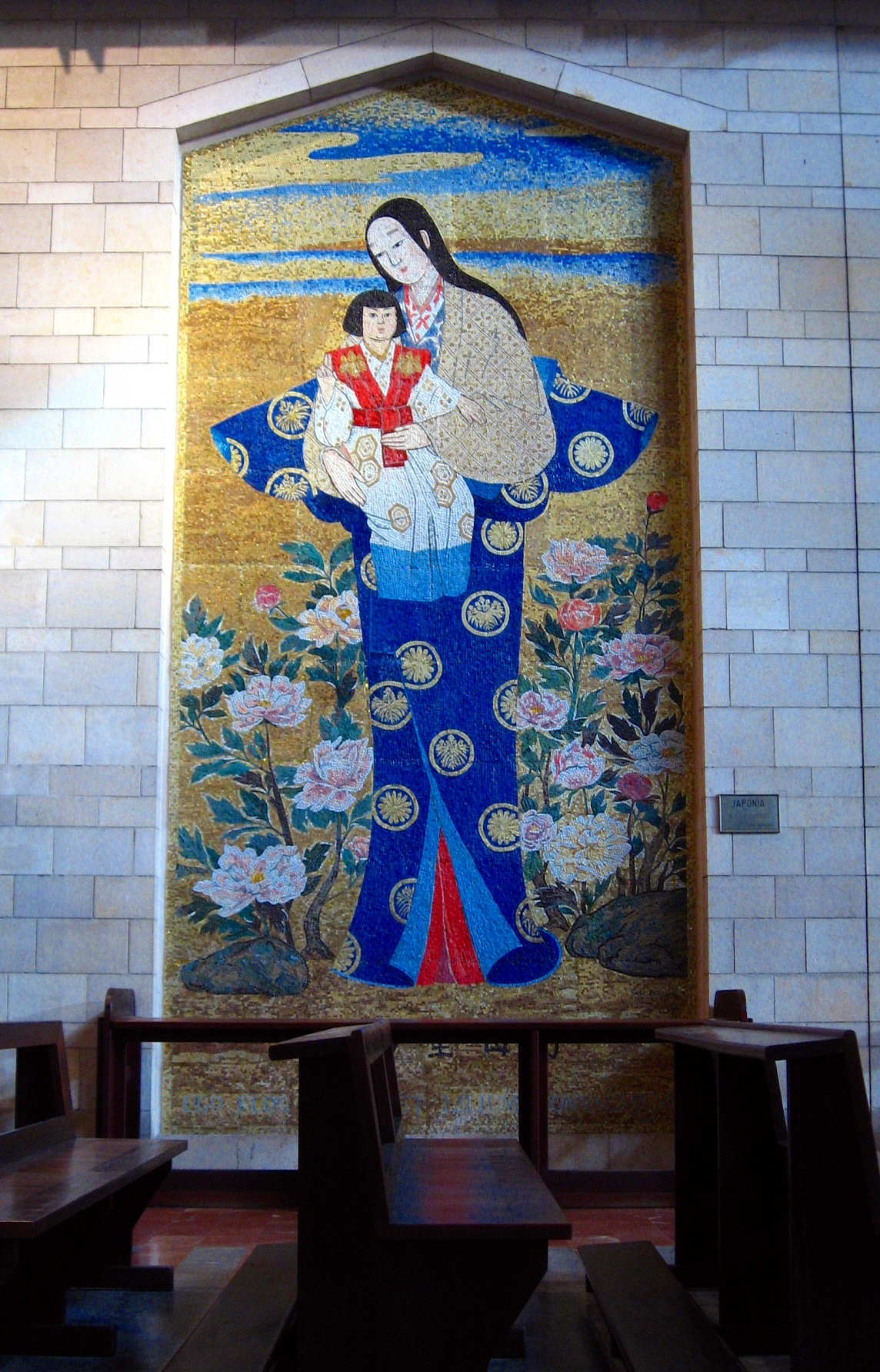
Japán adománya
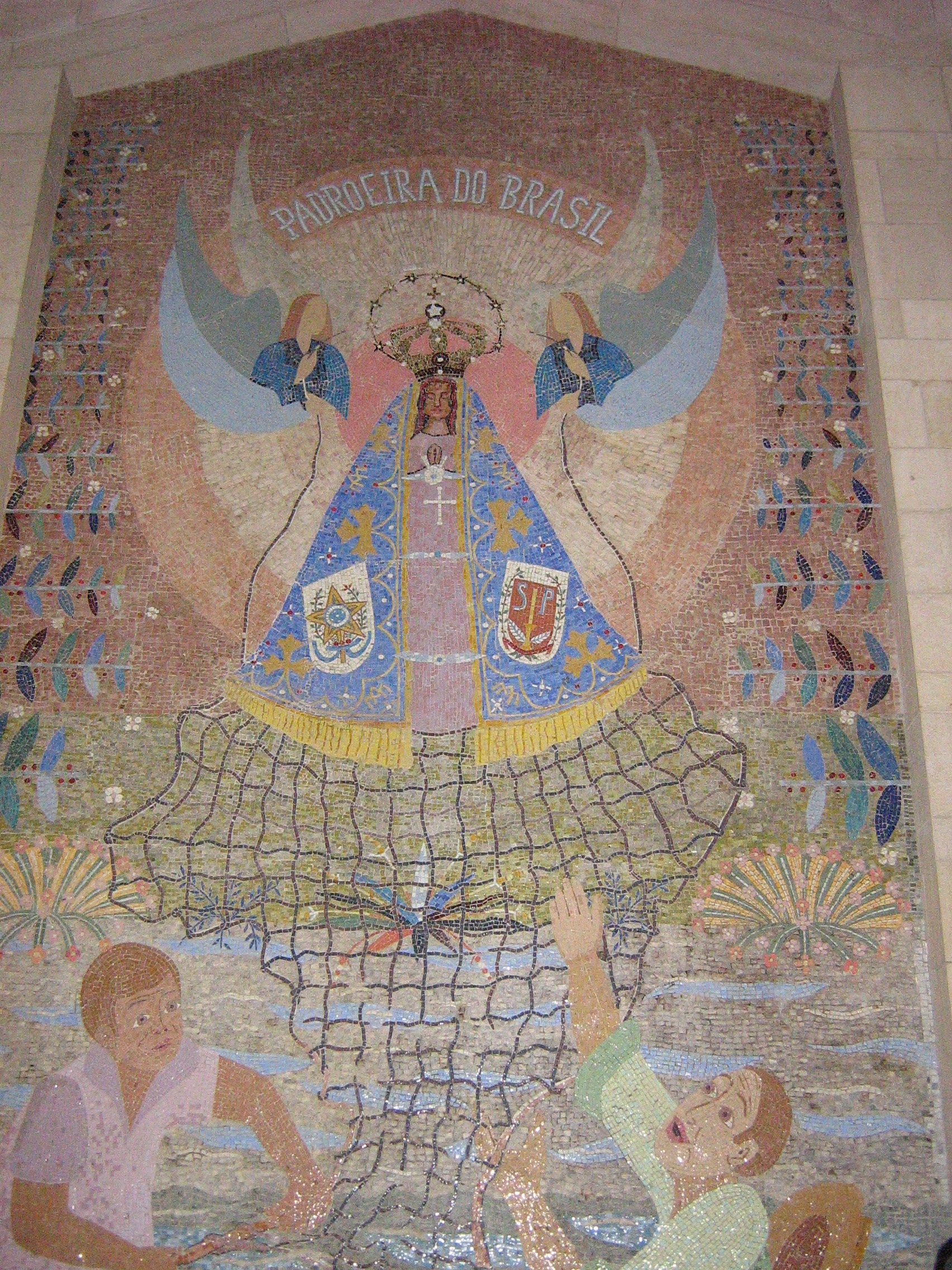
Brazilia adománya